# Coccophagus pallidiceps
Coccophagus pallidiceps är en stekelart som först beskrevs av Compere 1939.  Coccophagus pallidiceps ingår i släktet Coccophagus och familjen växtlussteklar. Inga underarter finns listade i Catalogue of Life.